# Mare Nostrum

O Império Romano no ano de 117 sob o reinado de Trajano, no época da sua máxima extensão territorial (5 milhões de quilómetros quadrados). Cobrindo toda a costa mediterrânica, os romanos chamaram-lhe Mare Nostrum. Legenda:
Províncias senatoriais
Províncias imperiais
Reinos clientes

Mare Nostrum ("o nosso mar", em latim) era o nome dado pelos antigos romanos ao mar Mediterrâneo. Nos anos após a unificação da Itália, em 1861, o termo foi revivido por nacionalistas italianos, que acreditavam que o país era o sucessor do Império Romano, e devia procurar controlar os territórios que pertenceram a Roma por todo o Mediterrâneo. O termo foi utilizado novamente por Benito Mussolini na propaganda fascista, de maneira similar ao Lebensraum de Adolf Hitler.

## Uso romano
O termo latino mare nostrum foi usado originalmente pelos antigos romanos para se referir ao mar Tirreno, logo após a conquista da Sicília, Sardenha e Córsega, durante as Guerras Púnicas, travadas contra Cartago. Em 30 a.C., a dominação romana já se estendia desde a província romana da Hispânia até a do Egito e a expressão mare nostrum passou a ser utilizada no contexto de todo o mar Mediterrâneo.

## Uso nacionalista italiano
A ascensão do nacionalismo italiano durante a Partilha da África da década de 1880 gerou o desejo geral do estabelecimento de um império colonial italiano. A expressão teria sido utilizada pela primeira vez pelo poeta Gabriele d'Annunzio.

Ainda que a costa de Trípoli fosse um deserto, ainda que ela não sustentasse um camponês ou uma só empresa italiana, precisaríamos conquistá-la para evitar sermos sufocados no mare nostrum.— Emilio Lupi

## Uso fascista
Mussolini queria restabelecer a grandeza do Império Romano, e acreditava que a Itália havia se tornado o mais poderoso dos países mediterrâneos, depois da Primeira Guerra Mundial, declarando que o século XX seria o século do poder italiano, e criando uma das mais poderosas marinhas do mundo, de modo a atingir sua meta de controlar o Mediterrâneo.
Quando a Itália entrou na guerra, o país já era uma das principais potências mediterrâneas, e controlava as costas sul e norte da bacia central. A queda da França tirou de cena a principal ameaça ao país localizada a oeste, enquanto a invasão da Albânia e, posteriormente, da Grécia e do Egito, visou estender o controle do Eixo até a região oriental do mar.
Mussolini sonhava em criar uma Grande Itália no seu "Mare Nostrum", e promoveu seu projeto fascista - que seria realizado durante uma futura conferência de paz, após a esperada vitória do Eixo - de um Império Italiano aumentado, que iria das costas mediterrânicas do Egito às margens do oceano Índico, na Somália e Quênia.
Esta meta, no entanto, foi derrotada através da campanha realizada pelas marinhas aliadas, além dos movimentos de resistência e dos exércitos em terra. Embora o Eixo tenha tido alguma ascendência durante a chamada Batalha do Mediterrâneo, o projeto nunca foi realizado e acabou por desaparecer com a derrota final italiana, em setembro de 1943.